# Nikkulaat Jeremiassen
Nikolaj Jeremiassen, kaldet Nikkulaat Jeremiassen (født 19. februar 1961 i Niaqornaarsuk) er en grønlandsk politiker. Han var minister for fiskeri, fangst og landbrug fra maj til oktober 2016 og igen fra oktober 2018 til 2019. Han har siddet i Grønlands parlament som suppleant og fast medlem i flere perioder og er kommunalbestyrelsesmedlem. Han har repræsenteret Siumut siden 2009, tidligere var han medlem af Atassut. Nikkulaat Jeremiassen blev formand for fanger- og fiskerorganisationen KNAPK i 2021.
Nikkulaat Jeremiassen er fanger og fisker.
Han begyndte sin politiske karriere i 2000 som kommunalbestyrelsesmedlem for Atassut i Kangaatsiaq Kommune i 2000. Han blev genvalgt ved kommunalvalgene i 2001 og 2005 og stillede for første gang op til Grønlands parlament ved parlamentsvalget i 2005, hvor han blev 6. stedfortræder for Atassut. Han var suppleant i parlamentet i nogle få dage i november 2007og november 2008. Ved kommunalvalget i 2008 var han kun den tredje Atassut-stedfortræder  til kommunalbestyrelsen i den nye Qaasuitsup Kommune. Derefter skiftede han til Siumut og stillede op for dem til parlamentsvalget i 2009, hvor han blev stedfortræder nummer to for sit nye parti. Han ville have haft mulighed for at sidde i parlamentet som suppleant ved to lejligheder, men gjorde det ikke. Ved valget i 2013 lykkedes det ham for første gang med 176 stemmer at komme direkte ind i parlamentet. Samme år mislykkedes han ved kommunalvalget.
Han blev genvalgt til Grønlands parlament med 221 stemmer ved parlamentsvalget året efter. Efter at Karl-Kristian Kruse trak sig fra Grønlands regering, blev Nikkulaat Jeremiassen udnævnt til hans efterfølger som minister for fiskeri, fangst og landbrug i Regeringen Kielsen II i maj 2016, hvor han blev, indtil regeringen blev erstattet af Regeringen Kielsen III. Siden kommunalvalget i 2017 har han også været medlem af kommunalbestyrelsen i Qeqertalik Kommune
Ved parlamentsvalget i 2018 blev han stedfortræder nummer tre for Siumut og blev suppleant i parlamentet, da fire af partiets parlamentsmedlemmer blev udnævnt til ministre. I oktober 2018 blev han genudnævnt som minister for fiskeri, fangst og landbrug i Regeringen Kielsen V. I begyndelsen af 2019 blev han kritiseret, fordi hans udtalelser om bæredygtigt fiskeri og overfiskning blev opfattet som selvmodsigende. Den 28. marts stillede Inuit Ataqatigiit et mistillidsvotum, som blev afvist af parlamentsformand Vivian Motzfeldt af formelle grunde. Den 5. april vedtog Fiskeriudvalget også et mistillidsvotum til ham. Efter at flertallet af partierne gjorde det samme, trådte han frivilligt tilbage 9. april. Atassut også forlod regeringen på samme tidspunkt. Derefter var han igen suppleant i parlamentet indtil den 1. maj 2020, hvor Laura Táunâjiks orlov udløb. Men da Laura Táunâjik udtrådte permanent kort tid efter, overtog Nikkulaat Jeremiassen hendes mandat.
Ved parlamentsvalget i 2021 blev han kun stedfortræder nummer fire for Siumut og forlod parlamentet. Det lykkedes ham dog at komme ind i kommunalbestyrelsen i Qeqertalik Kommune igen, og han vendte tilbage til parlamentet i september 2021 til efterårssamlingen i stedet for Kim Kielsen, som var på orlov. Få dage senere, i begyndelsen af oktober, blev han udnævnt til formand for fanger- og fiskerorganisationen KNAPK, hvilket betød, at han måtte opgive sin plads i parlamentet.

Nikkulaat Jeremiassen blev tildelt fortjenstmedaljen Nersornaat i sølv den 2. november 2006 for sit virke i bygden Niaqornaarsuk som erhvervs- og redningsmand. Han har fire børn med sin kone Kristianne.